# English Electric Wren
El English Electric Wren fue un monoplano ultraligero británico de la década de 1920, construido por English Electric Company Limited en Lytham St Annes, Lancashire.

## Diseño y desarrollo

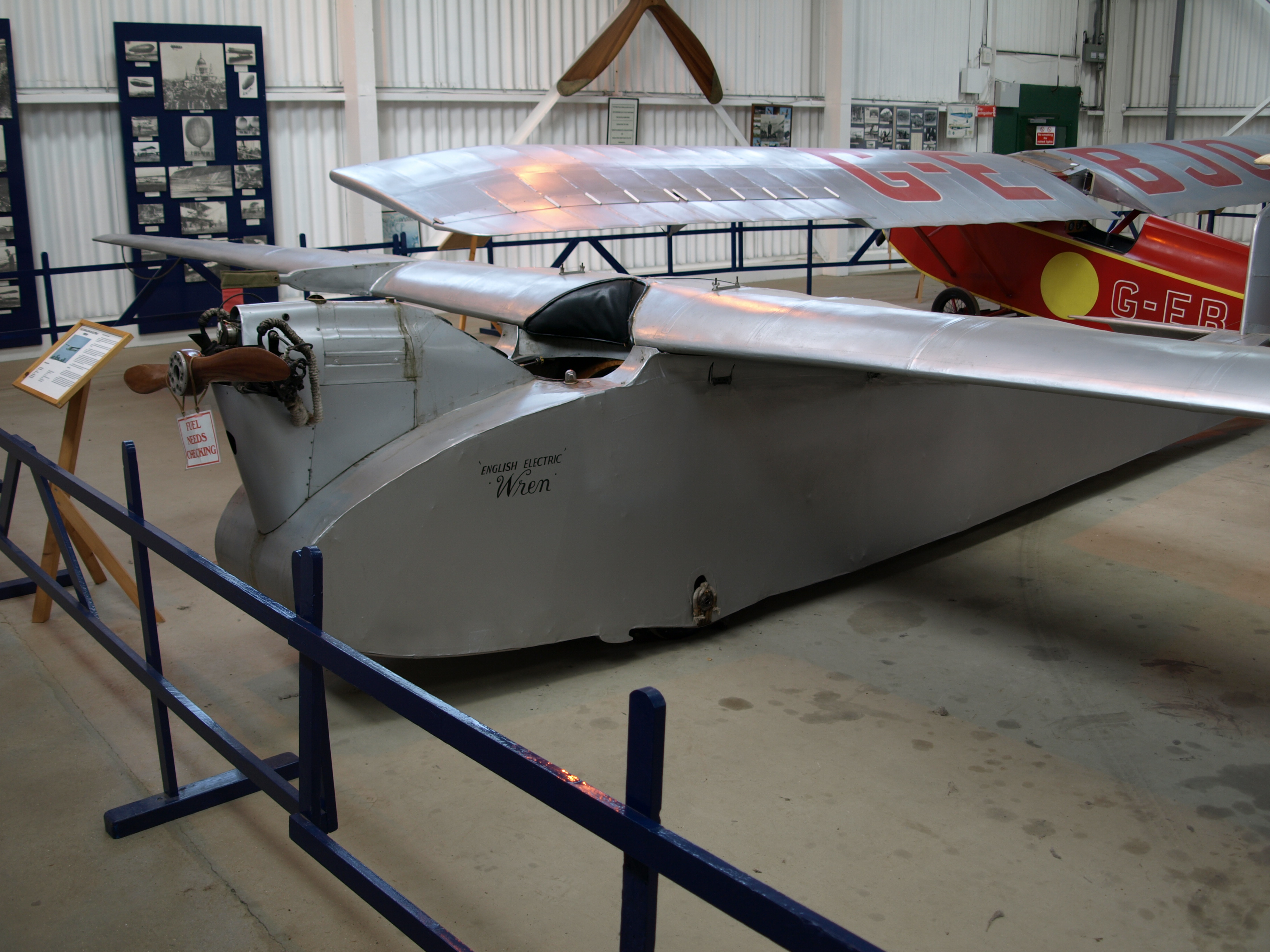
English Electric Wren en la Shuttleworth Collection.

El Wren, diseñado por W.O. Manning, era un planeador a motor ligero. Manning era diseñador de hidrocanoas y decidió probar un proyecto más sencillo. El Wren era un monoplano monomotor de ala alta, con un peso en vacío de sólo 105 kg. El primer avión (matrícula J6973) fue construido en 1921 para el Ministerio del Aire. El interés por la construcción de aviones muy ligeros se vio alentado en aquel momento por un premio de 500 libras ofrecido por el duque de Sutherland (que era el subsecretario de Estado para el Aire). Los participantes debían construir el avión monoplaza ligero más económico. Otro incentivo fue un premio de 1000 libras esterlinas ofrecido por el Daily Mail al vuelo más largo realizado en un planeador con un motor de no más de 750 cc. Se construyeron dos aviones para las pruebas de aviones ligeros de Lympne de 1923, realizadas en octubre del mismo año. El Wren compartió el primer premio con el ANEC I al recorrer 140,8 km con un galón imperial (4,5 litros) de combustible.
En 1957, se reconstruyó el tercer avión utilizando partes del segundo. Todavía está en condiciones de vuelo y está en exhibición pública en la Shuttleworth Collection en el Aeródromo Old Warden en Bedfordshire.

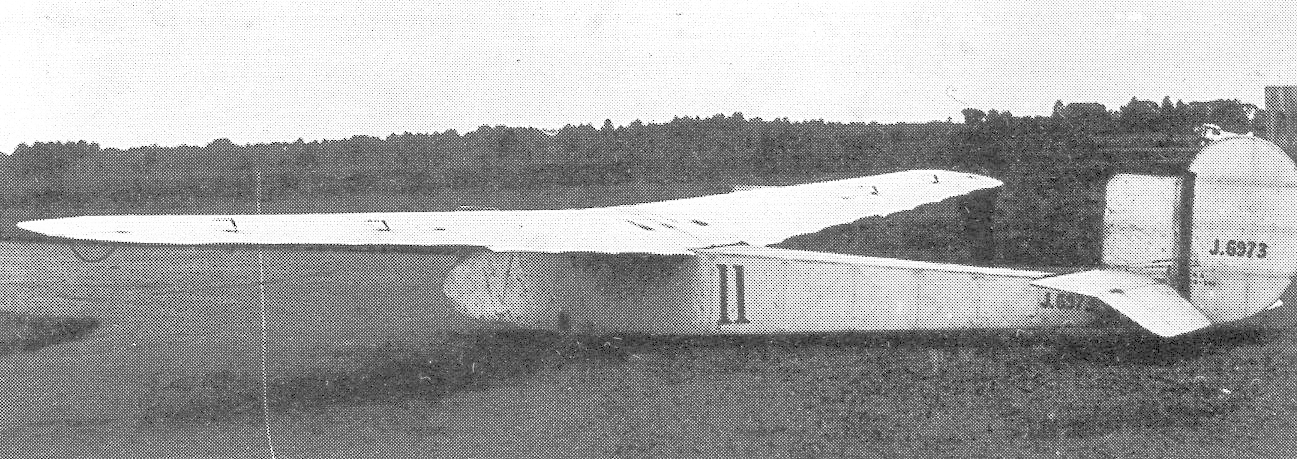
English ElectricWren J6973, septiembre de 1923.

## Especificaciones (Wren)
Referencia datos: Jackson

### Características generales
- Tripulación: Uno (piloto)
- Longitud: 7,4 m (24,2 ft)
- Envergadura: 11,3 m (37 ft)
- Altura: 1,5 m (4,8 ft)
- Superficie alar: 13,5 m² (145,3 ft²)
- Peso vacío: 105 kg (231,4 lb)
- Peso máximo al despegue: 191 kg (421 lb)
- Planta motriz: 1× motor bóxer de dos cilindros refrigerado por aire ABC 8 hp.
  - Potencia: 6 kW (8 HP; 8 CV)
- Hélices: Bipala de paso fijo

### Rendimiento
- Velocidad máxima operativa (Vno): 80 km/h (50 MPH; 43 kt)
- Alcance: 1 h 30 min
- Régimen de ascenso: 0,9 m/s (179 ft/min)